# 孫子《兵法》大伝
『孫子《兵法》大伝』（そんしへいほうたいでん、原題：孫子大傳）は、2010年の中国のテレビドラマ。全35話。
日本ではWOWOWで2011年1月8日から放送された。

## 概要
『孫子の兵法』の著者、孫武の人生を描いた歴史大河ドラマ。
紀元前515年、呉王・僚の暗殺から呉国滅亡までをえがく。

## スタッフ
- 監督：リウ・シンガン（英語版）（劉心剛）
- 製作総指揮：ルー・ジョン（路征）
- プロデューサー：イェンズ（燕子）
- 原作：ハン・ジンティン（韓静霆）
- 脚本：チャン・ヨンチェン（張永琛）
- 撮影：トン・フーライ
- 美術：カオ・イークァン
- 衣装デザイン：リウ・シンガン（英語版）
- 編集：ヤン・ウェイ
- 音楽：リウ・ウェイ
- 武術指導：金剛

## 主題歌
- 男兒淚誰能懂（オープニング）

歌：孫楠、ジン・ティエン（漪羅）
- 遥望（エンディング）

歌：スン・ユエ（霊樾）

## 登場人物・キャスト
| 登場人物     | 出演者                         | 声優       |
| ------------ | ------------------------------ | ---------- |
| 孫武         | チャン・フォンイー（張豊毅）   | 土師孝也   |
| 帛女         | リー・ユイ（李煜）             | 竹内絢子   |
| 漪羅         | ジン・ティエン（景甜）         | 原島梢     |
| 田狄         | ヤン・イーラン（楊軼然）       | 佐藤友啓   |
| 要離         |                                |            |
| 楽女         | 胡蝶                           | 小林桂子   |
| 孫馳（大人） | ワン・レンジュン（王仁君）     |            |
| 孫馳（少年） | ジョン・ウェイ（鄭偉）         |            |
| 依瑶         | リー・ジンヤン（李净洋）       |            |
| 季札         | ウー・マ（午馬）               | 鈴木清信   |
| 闔閭         | ユウ・ヨン（尤勇）             | 谷昌樹     |
| 眉妃         | イボンヌ・ヨン（翁虹）         | 中道美穂子 |
| 皿妃         | チャン・ユェ（張粤）           |            |
| 夫概         | リー・チーホン（李子雄）       | 金子修     |
| 終累         | リュ・ハオジージー（侶皓吉吉） | 矢野正明   |
| 夫差         | ワン・リエ（王烈）             | 岩田安宣   |
| 伍子胥       | チョン・ユィ（鄭玉）           | 板取政明   |
| 伯嚭         | チャン・シーチェン（張喜前）   | 藤沼建人   |
| 専諸         | リアオ・ファン（廖凡）         |            |
| 慶忌         | 熾龍                           | 武田幸史   |
| 霊樾         | スン・ユエ（孫悦）             | 小林美穂   |
| 昭王         | ジン・ジュゥシュウ（金俊秀）   | 加藤清司   |
| 華登         |                                | 加藤清司   |
| 申包胥       | キナリツ（契那日图）           | 里卓哉     |
| 嚢瓦         | ホァン・ファー（黄河）         |            |
| 隗射         |                                | 岡本未来   |
| 鐘離侯       |                                |            |
| 勾践         | チャン・ボー（張博）           |            |
| 西施         | バン・ジァジャ（班嘉佳）       | 山中まどか |
| 孔子         |                                | 藤本譲     |

## 各話タイトル
| 話数              | タイトル             |
| ----------------- | -------------------- |
| 第1話             | 二つの謀反           |
| 第2話             | 即位号令             |
| 第3話             | 死地に活路を開く     |
| 第4話             | 不戦屈敵の奥義       |
| 第5話             | 試される兵法         |
| 第6話             | 呉の名将誕生         |
| 第7話             | 用間の計             |
| 第8話             | 慶忌の策略           |
| 第9話             | 二人の勇士           |
| 第10話            | 孫武の裏切り         |
| 第11話            | 漪羅囚わる           |
| 第12話            | 三国同盟             |
| 第13話            | 兵とは詭道なり       |
| 第14話            | 奔走                 |
| 第15話            | 漢水での鬩ぎ合い     |
| 第16話            | 柏挙の戦い           |
| 第17話            | 楚軍最強の勇将       |
| 第18話            | 戦火に咲く悲しみの花 |
| 第19話            | 郢落城               |
| 第20話            | 悔い                 |
| 第21話            | 小国の国威           |
| 第22話            | 秦楚連合             |
| 第23話            | 夫概の野心           |
| 第24話            | 偽りの王             |
| 第25話            | 撤退                 |
| 第26話            | 疑いの果てに         |
| 第27話            | 不戦の進言           |
| 第28話            | 休戦協定             |
| 第29話            | 野望の半ばで         |
| 第30話            | 王子即位             |
| 第31話            | 父の仇               |
| 第32話            | 臥薪嘗胆             |
| 第33話            | 亡国を招く愚挙       |
| 第34話            | 諌言                 |
| 第35話 （最終集） | 兵とは国の大事なり   |